# IC 4651
IC 4651 — рассеянное скопление на расстоянии около 2900 световых лет от Солнца в созвездии Жертвенника. Впервые отмечено в каталоге Джоном Дрейером, в версии Индекс-каталога от 1895 года. Это скопление промежуточного возраста 1,2 ± 0,2 миллиарда лет. По сравнению с Солнцем, объекты скопления обладают более высокой долей элементов тяжелее водорода и гелия. Общая масса  звёзд скопления составляет около 630 масс Солнца. 
По одной из моделей, первоначально скопление могло содержать до 8300 звёзд с  общей массой около 5300 масс Солнца. Известные на сегодняшний момент звёзды скопления образуют лишь примерно 7% первоначальной массы скопления. Среди оставшихся объектов около 35% массы содержат звёзды, превратившиеся в белые карлики или другие остатки звёздной эволюции. Остальная потерянная масса была заключена в звёздах, удалившихся от основного объема скопления или же полностью утерянных в том числе под воздействием Галактики. В скоплении наблюдается умеренная сегрегация масс: большинство звёзд вблизи точки поворота главной последовательности, а также почти все красные гиганты расположены на расстояниях менее ∼7′ от центра, при этом звёзды на нижней части главной последовательности менее тяготеют к центральным областям.  